# Gaffelsejl
Gaffelsejl, et firkantet sejl, som holdes udspilet af en bom forneden, og en gaffel langs overkanten af sejlet.
| Vandsport/vandtransport | Spire Denne vandsports- eller vandtransportsartikel er en spire som bør udbygges. Du er velkommen til at hjælpe Wikipedia ved at udvide den. |